# Katako-Kombe
Katako-Kombe är ett territorium i Kongo-Kinshasa. Det ligger i provinsen Sankuru, i den centrala delen av landet, 1 000 km öster om huvudstaden Kinshasa.